# Elecciones legislativas de Bulgaria de 2022
El 2 de octubre de 2022 se celebraron las elecciones parlamentarias en Bulgaria, donde se eligieron a los 240 miembros de la Asamblea Nacional. Las elecciones anticipadas se convocaron después de la caída de la coalición del gobierno Petkov en junio de 2022.

## Fondo
En las elecciones parlamentarias anteriores de noviembre de 2021, Continuamos el Cambio (PP) logró una victoria sorpresiva, recibiendo el 25% de los votos. Liderado por Kiril Petkov, el PP formó un gobierno de coalición con Coalición por Bulgaria (BSPzB), Existe Tal Pueblo (ITN) y Bulgaria Democrática (DB). Esto rompió el punto muerto que había surgido como resultado de las dos elecciones parlamentarias anteriores, después de las cuales ningún partido pudo formar gobierno.
El 8 de junio de 2022, ITN se retiró del gobierno, citando desacuerdos con el presupuesto estatal, el aumento de la deuda y el lento progreso en la lucha contra la corrupción. El 22 de junio, el gobierno fue derrotado en una moción de censura presentada por el GERB.

## Sistema electoral
Los 240 miembros de la Asamblea Nacional son elegidos por representación proporcional de lista abierta de 31 distritos electorales plurinominales que varían en tamaño de 4 a 16 escaños. El umbral electoral es del 4% para los partidos, con escaños asignados según el método del mayor resto.

## Encuestas

Línea de tendencia de regresión local de los resultados de las encuestas.

| Encuestadora                      | Fecha                         | Muestra                                                                                | PP                                                                                     | DB                                                                                     | GERB– SDS                                                                              | DPS                                                                                    | BSP                                                                                    | ITN                                                                                    | Renacimiento                                                                           | IBG-NI                                                                                 | VMRO                                                                                   | BV                                                                                     | Otros                                                                                  | Ninguno                                                                                | Ventaja                                                                                |      |      |      |      |   |      |
| --------------------------------- | ----------------------------- | -------------------------------------------------------------------------------------- | -------------------------------------------------------------------------------------- | -------------------------------------------------------------------------------------- | -------------------------------------------------------------------------------------- | -------------------------------------------------------------------------------------- | -------------------------------------------------------------------------------------- | -------------------------------------------------------------------------------------- | -------------------------------------------------------------------------------------- | -------------------------------------------------------------------------------------- | -------------------------------------------------------------------------------------- | -------------------------------------------------------------------------------------- | -------------------------------------------------------------------------------------- | -------------------------------------------------------------------------------------- | -------------------------------------------------------------------------------------- | ---- | ---- | ---- | ---- | - | ---- |
| Encuestadora                      | Fecha                         | Muestra                                                                                | Alpha Research                                                                         | 27-29 Sep 2022                                                                         | 1,025                                                                                  | 16.5%                                                                                  | 8.4%                                                                                   | 25.2%                                                                                  | 13.1%                                                                                  | 10.2%                                                                                  | 4.0%                                                                                   | 11.0%                                                                                  | Otros                                                                                  | Ninguno                                                                                | Ventaja                                                                                | 1.9% | 1.8% | 4.4% | 3.5% | — | 8.7% |
| Trend                             | 21-27 Sep 2022                | 1,001                                                                                  | 16.4%                                                                                  | 7.6%                                                                                   | 25.7%                                                                                  | 11.9%                                                                                  | 8.7%                                                                                   | 4.2%                                                                                   | 13.9%                                                                                  | 2.0%                                                                                   | 1.2%                                                                                   | 4.4%                                                                                   | 4.0%                                                                                   | —                                                                                      | 9.3%                                                                                   |      |      |      |      |   |      |
| Gallup                            | 20-27 Sep 2022                | 1,009                                                                                  | 16.6%                                                                                  | 7.8%                                                                                   | 25.8%                                                                                  | 13.2%                                                                                  | 9.2%                                                                                   | 4.2%                                                                                   | 12.8%                                                                                  | 1.9%                                                                                   | 1.2%                                                                                   | 4.0%                                                                                   | 3.3%                                                                                   | —                                                                                      | 9.2%                                                                                   |      |      |      |      |   |      |
| Sova Harris                       | 22-26 Sep 2022                | 1,000                                                                                  | 19.0%                                                                                  | 5.7%                                                                                   | 27.5%                                                                                  | 12.5%                                                                                  | 12.1%                                                                                  | 4.6%                                                                                   | 9.5%                                                                                   | 2.9%                                                                                   | 1.1%                                                                                   | 4.2%                                                                                   | 0.9%                                                                                   | —                                                                                      | 8.5%                                                                                   |      |      |      |      |   |      |
| Market Links                      | 17-23 Sep 2022                | 1,024                                                                                  | 16.9%                                                                                  | 7.8%                                                                                   | 23.7%                                                                                  | 12.3%                                                                                  | 9.9%                                                                                   | 3.9%                                                                                   | 8.7%                                                                                   | 2.5%                                                                                   | —                                                                                      | 2.5%                                                                                   | 11.8%                                                                                  | —                                                                                      | 6.8%                                                                                   |      |      |      |      |   |      |
| Mediana                           | 16-22 Sep 2022                | 1,008                                                                                  | 16.3%                                                                                  | 5.9%                                                                                   | 26.3%                                                                                  | 11.5%                                                                                  | 13.1%                                                                                  | 4.7%                                                                                   | 12.0%                                                                                  | 3.0%                                                                                   | —                                                                                      | 5.2%                                                                                   | 2.0%                                                                                   | —                                                                                      | 10.0%                                                                                  |      |      |      |      |   |      |
| SINPI                             | 16-21 Sep 2022                | 1,104                                                                                  | 16.6%                                                                                  | 7.8%                                                                                   | 24.5%                                                                                  | 13.8%                                                                                  | 9.7%                                                                                   | 4.6%                                                                                   | 12.1%                                                                                  | 1.8%                                                                                   | 0.9%                                                                                   | 4.1%                                                                                   | 5.5%                                                                                   | 1.3%                                                                                   | 7.9%                                                                                   |      |      |      |      |   |      |
| Center for Analysis and Marketing | 15-19 Sep 2022                | 1,011                                                                                  | 18.2%                                                                                  | 8.1%                                                                                   | 24.8%                                                                                  | 12.8%                                                                                  | 11.2%                                                                                  | 3.8%                                                                                   | 10.5%                                                                                  | —                                                                                      | —                                                                                      | 3.3%                                                                                   | —                                                                                      | —                                                                                      | 6.6%                                                                                   |      |      |      |      |   |      |
| Estat                             | 10-17 Sep 2022                | 1,005                                                                                  | 16.8%                                                                                  | 6.9%                                                                                   | 26.1%                                                                                  | 10.3%                                                                                  | 9.3%                                                                                   | 4.2%                                                                                   | 10.1%                                                                                  | 1.9%                                                                                   | 1%                                                                                     | 4.8%                                                                                   | 5.2%                                                                                   | 3.4%                                                                                   | 9.3%                                                                                   |      |      |      |      |   |      |
| Exacta                            | 10-17 Sep 2022                | 1,050                                                                                  | 18.1%                                                                                  | 7.5%                                                                                   | 26.2%                                                                                  | 10.3%                                                                                  | 12.5%                                                                                  | 5.4%                                                                                   | 9.5%                                                                                   | —                                                                                      | —                                                                                      | 4%                                                                                     | 5.5%                                                                                   | 1%                                                                                     | 8.1%                                                                                   |      |      |      |      |   |      |
| Sova Harris                       | 6-12 Sep 2022                 | 835                                                                                    | 18.8%                                                                                  | 5.7%                                                                                   | 28.8%                                                                                  | 8.7%                                                                                   | 12.7%                                                                                  | 5.1%                                                                                   | 10.4%                                                                                  | 2.9%                                                                                   | 1.2%                                                                                   | 4.8%                                                                                   | 0.9%                                                                                   | —                                                                                      | 10.0%                                                                                  |      |      |      |      |   |      |
| Gallup                            | 2-10 Sep 2022                 | 1,002                                                                                  | 19.2%                                                                                  | 7.6%                                                                                   | 25.9%                                                                                  | 11.5%                                                                                  | 9.8%                                                                                   | 4.3%                                                                                   | 11.3%                                                                                  | 1.7%                                                                                   | 1.5%                                                                                   | 4.2%                                                                                   | 3%                                                                                     | —                                                                                      | 6.7%                                                                                   |      |      |      |      |   |      |
| Mediana                           | 29 Ago–4 Sep 2022             | 1,008                                                                                  | 17.1%                                                                                  | 5.5%                                                                                   | 22.8%                                                                                  | 11.1%                                                                                  | 13.3%                                                                                  | 6.9%                                                                                   | 12.5%                                                                                  | 3.4%                                                                                   | —                                                                                      | 5.5%                                                                                   | 1.9%                                                                                   | —                                                                                      | 5.7%                                                                                   |      |      |      |      |   |      |
| Market Links                      | 27 Ago–3 Sep 2022             | 1,067                                                                                  | 17.8%                                                                                  | 8.1%                                                                                   | 22.9%                                                                                  | 10.9%                                                                                  | 10.9%                                                                                  | 3.8%                                                                                   | 7.6%                                                                                   | —                                                                                      | —                                                                                      | 4.7%                                                                                   | 13.5%                                                                                  | —                                                                                      | 5.1%                                                                                   |      |      |      |      |   |      |
| Alpha Research                    | 27 Ago–2 Sep 2022             | 1,117                                                                                  | 18.9%                                                                                  | 8.1%                                                                                   | 25.3%                                                                                  | 11.8%                                                                                  | 10.6%                                                                                  | 4.2%                                                                                   | 10.3%                                                                                  | 2.2%                                                                                   | —                                                                                      | 4.5%                                                                                   | 4.1%                                                                                   | —                                                                                      | 6.4%                                                                                   |      |      |      |      |   |      |
| Trend                             | 15-22 Ago 2022                | 1,007                                                                                  | 19.6%                                                                                  | 7.3%                                                                                   | 24.4%                                                                                  | 10.6%                                                                                  | 8.6%                                                                                   | 3.9%                                                                                   | 10.3%                                                                                  | 1.9%                                                                                   | 1.2%                                                                                   | 4.5%                                                                                   | 4.6%                                                                                   | 3.1%                                                                                   | 4.8%                                                                                   |      |      |      |      |   |      |
| Market Links                      | 30 Jul-5 Ago 2022             | 1,020                                                                                  | 20.9%                                                                                  | 9.1%                                                                                   | 24.5%                                                                                  | 12.6%                                                                                  | 11.9%                                                                                  | 3.1%                                                                                   | 9.2%                                                                                   | —                                                                                      | —                                                                                      | 4.3%                                                                                   | 4.8%                                                                                   | —                                                                                      | 3.6%                                                                                   |      |      |      |      |   |      |
| Trend                             | 5-12 Jul 2022                 | 1,005                                                                                  | 21.4%                                                                                  | 6.9%                                                                                   | 23.6%                                                                                  | 10.7%                                                                                  | 9.8%                                                                                   | 3.8%                                                                                   | 9.6%                                                                                   | 1.6%                                                                                   | 1.1%                                                                                   | 5.7%                                                                                   | 2.8%                                                                                   | 3.0%                                                                                   | 2.2%                                                                                   |      |      |      |      |   |      |
| Market Links                      | 2-10 Jul 2022                 | 1,024                                                                                  | 21.5%                                                                                  | 8.3%                                                                                   | 22.2%                                                                                  | 9.1%                                                                                   | 11.6%                                                                                  | 3.2%                                                                                   | 7.6%                                                                                   | —                                                                                      | —                                                                                      | 4.3%                                                                                   | 12.2%                                                                                  | —                                                                                      | 0.7%                                                                                   |      |      |      |      |   |      |
| Alpha Research                    | 25 Jun–1 Jul 2022             | 1,017                                                                                  | 22.5%                                                                                  | 7.9%                                                                                   | 23.9%                                                                                  | 9.8%                                                                                   | 12.8%                                                                                  | 3.7%                                                                                   | 8.8%                                                                                   | —                                                                                      | —                                                                                      | 6.0%                                                                                   | 4.7%                                                                                   | —                                                                                      | 1.4%                                                                                   |      |      |      |      |   |      |
|                                   | Jun–Jul 2022                  | ITN se retira del gobierno de Petkov y el gobierno es derrotado en un voto de censura. | ITN se retira del gobierno de Petkov y el gobierno es derrotado en un voto de censura. | ITN se retira del gobierno de Petkov y el gobierno es derrotado en un voto de censura. | ITN se retira del gobierno de Petkov y el gobierno es derrotado en un voto de censura. | ITN se retira del gobierno de Petkov y el gobierno es derrotado en un voto de censura. | ITN se retira del gobierno de Petkov y el gobierno es derrotado en un voto de censura. | ITN se retira del gobierno de Petkov y el gobierno es derrotado en un voto de censura. | ITN se retira del gobierno de Petkov y el gobierno es derrotado en un voto de censura. | ITN se retira del gobierno de Petkov y el gobierno es derrotado en un voto de censura. | ITN se retira del gobierno de Petkov y el gobierno es derrotado en un voto de censura. | ITN se retira del gobierno de Petkov y el gobierno es derrotado en un voto de censura. | ITN se retira del gobierno de Petkov y el gobierno es derrotado en un voto de censura. | ITN se retira del gobierno de Petkov y el gobierno es derrotado en un voto de censura. | ITN se retira del gobierno de Petkov y el gobierno es derrotado en un voto de censura. |      |      |      |      |   |      |
| Trend                             | 4-11 de mayo de 2022          | 1,002                                                                                  | 17.5%                                                                                  | 6.8%                                                                                   | 23.8%                                                                                  | 10.9%                                                                                  | 9.5%                                                                                   | 5.8%                                                                                   | 10.1%                                                                                  | 2.0%                                                                                   | 1.5%                                                                                   | 7.6%                                                                                   | 2.2%                                                                                   | 2.3%                                                                                   | 6.3%                                                                                   |      |      |      |      |   |      |
| Centre for Analysis and Marketing | 4-9 de mayo de 2022           | 821                                                                                    | 21.4%                                                                                  | 6.0%                                                                                   | 23.3%                                                                                  | 11.6%                                                                                  | 11.8%                                                                                  | 5.1%                                                                                   | 8.7%                                                                                   | 1.2%                                                                                   | 1.0%                                                                                   | 7.8%                                                                                   | 2.1%                                                                                   | –                                                                                      | 1.9%                                                                                   |      |      |      |      |   |      |
| Market Links                      | 29 de abril-8 de mayo de 2022 | 1,015                                                                                  | 19.1%                                                                                  | 8.3%                                                                                   | 25.9%                                                                                  | 10.5%                                                                                  | 12.5%                                                                                  | 6.5%                                                                                   | 9.7%                                                                                   | –                                                                                      | –                                                                                      | –                                                                                      | 7.2%                                                                                   | –                                                                                      | 6.8%                                                                                   |      |      |      |      |   |      |
| Gallup                            | 29 de abril-6 de mayo de 2022 | 805                                                                                    | 18.2%                                                                                  | 5.5%                                                                                   | 24.9%                                                                                  | 11.1%                                                                                  | 9.7%                                                                                   | 5.4%                                                                                   | 10.5%                                                                                  | 1.1%                                                                                   | 1.5%                                                                                   | 5.6%                                                                                   | 6.5%                                                                                   | –                                                                                      | 6.7%                                                                                   |      |      |      |      |   |      |
| Alpha Research                    | 8-14 Abr 2022                 | 1,037                                                                                  | 21.1%                                                                                  | 7.7%                                                                                   | 24.8%                                                                                  | 8.7%                                                                                   | 11.7%                                                                                  | 5.1%                                                                                   | 10.8%                                                                                  | –                                                                                      | –                                                                                      | –                                                                                      | 10.2%                                                                                  | –                                                                                      | 3.7%                                                                                   |      |      |      |      |   |      |
| Trend                             | 6-13 Abr 2022                 | 1,004                                                                                  | 20.1%                                                                                  | 7.1%                                                                                   | 23.6%                                                                                  | 11.1%                                                                                  | 10.5%                                                                                  | 6.9%                                                                                   | 9.3%                                                                                   | 1.9%                                                                                   | 1.3%                                                                                   | –                                                                                      | 5.5%                                                                                   | 2.7%                                                                                   | 3.5%                                                                                   |      |      |      |      |   |      |
| Gallup                            | 31 Mar-8 Abr 2022             | 809                                                                                    | 23.8%                                                                                  | 4.5%                                                                                   | 25.9%                                                                                  | 10.6%                                                                                  | 10.3%                                                                                  | 7.0%                                                                                   | 7.9%                                                                                   | 1.2%                                                                                   | 2.1%                                                                                   | –                                                                                      | 5.6%                                                                                   | 1.1%                                                                                   | 2.1%                                                                                   |      |      |      |      |   |      |
| Market Links                      | 22-29 Mar 2022                | 1,029                                                                                  | 19.7%                                                                                  | 7.6%                                                                                   | 22.1%                                                                                  | 8.2%                                                                                   | 11.6%                                                                                  | 6.7%                                                                                   | 8.2%                                                                                   | –                                                                                      | –                                                                                      | –                                                                                      | 15.9%                                                                                  | –                                                                                      | 2.4%                                                                                   |      |      |      |      |   |      |
| Trend                             | 5-12 Mar 2022                 | 1,007                                                                                  | 22.9%                                                                                  | 7.4%                                                                                   | 21.9%                                                                                  | 11.4%                                                                                  | 10.4%                                                                                  | 7.5%                                                                                   | 7.3%                                                                                   | 2.1%                                                                                   | 1.3%                                                                                   | –                                                                                      | 5.0%                                                                                   | 2.8%                                                                                   | 1.0%                                                                                   |      |      |      |      |   |      |
| Alpha Research                    | 6-14 Feb 2022                 | 1,060                                                                                  | 29.9%                                                                                  | 7.8%                                                                                   | 22.2%                                                                                  | 8.8%                                                                                   | 12.0%                                                                                  | 8.1%                                                                                   | 6.4%                                                                                   | –                                                                                      | –                                                                                      | –                                                                                      | 4.9%                                                                                   | —                                                                                      | 7.7%                                                                                   |      |      |      |      |   |      |
| Gallup                            | 3–11 Feb 2022                 | 803                                                                                    | 30.2%                                                                                  | 5.2%                                                                                   | 21.9%                                                                                  | 12.2%                                                                                  | 8.5%                                                                                   | 9.4%                                                                                   | 3.9%                                                                                   | 1.5%                                                                                   | 1.7%                                                                                   | –                                                                                      | 5.4%                                                                                   | —                                                                                      | 8.3%                                                                                   |      |      |      |      |   |      |
| Trend                             | 12−19 Ene 2022                | 1,004                                                                                  | 26.4%                                                                                  | 6.8%                                                                                   | 22.3%                                                                                  | 10.9%                                                                                  | 11.5%                                                                                  | 8.1%                                                                                   | 5.9%                                                                                   | 1.9%                                                                                   | 1.1%                                                                                   | –                                                                                      | 2.7%                                                                                   | 2.4%                                                                                   | 4.1%                                                                                   |      |      |      |      |   |      |
| Elecciones legislativas           | 14 de noviembre de 2021       | —                                                                                      | 25.3%                                                                                  | 6.2%                                                                                   | 22.4%                                                                                  | 12.8%                                                                                  | 10.1%                                                                                  | 9.4%                                                                                   | 4.8%                                                                                   | 2.3%                                                                                   | 1.1%                                                                                   | –                                                                                      | 4.2%                                                                                   | 1.3%                                                                                   | 2.8%                                                                                   |      |      |      |      |   |      |

## Resultados
|  | 24.48 % |

|  | 19.52 % |

|  | 13.29 % |

|  | 9.83 % |

|  | 8.98 % |

|  | 7.19 % |

|  | 4.47 % |

|  | 3.71 % |

|  | 0.97 % |

|  | 0.78 % |

|  | 0.40 % |

|  | 0.35 % |

|  | 0.29 % |

|  | 0.25 % |

|  | 5.5 % |

|  | 99.65 % |

|  | 0.35 % |

|  | 100.00 % |

|  | 39.30 % |